# Jezioro Iławskie
Jezioro Iławskie – jezioro w Polsce, położone w województwie warmińsko-mazurskim, w powiecie iławskim, w gminie Iława, na terenie Równiny Iławskiej.
Przez jezioro przepływa rzeka Iławka wychodząca z Jezioraka i uchodząca do rzeki Drwęcy. Jezioro położone na wschód od miasta Iława. Fragment jego północno-zachodniego brzegu wyznacza naturalną granicę miasta. Na wschodnim brzegu znajduje się wieś Dół.

## Dane morfometryczne
Powierzchnia zwierciadła wody według różnych źródeł wynosi od 116,0 ha do 154,5 ha.
Zwierciadło wody położone jest na wysokości 97,3-97,4 m n.p.m. lub 98,0 m n.p.m. Średnia głębokość jeziora wynosi 1,1 m, natomiast głębokość maksymalna 2,5 m lub 2,8 m.
W oparciu o badania przeprowadzone w 2002 roku wody jeziora zaliczono do III klasy czystości. Jezioro znajduje się poza kategoriami podatności na degradację. Zlewnia bezpośrednia ma powierzchnię 220 ha, z czego 35% stanowią grunty orne, a 22% lasy i zadrzewienia.

## Hydronimia
Według urzędowego spisu opracowanego przez Komisję Nazw Miejscowości i Obiektów Fizjograficznych (KNMiOF) nazwa tego jeziora to Jezioro Iławskie. W różnych publikacjach i na mapach topograficznych jezioro to występuje pod nazwą Długie.